# 마우어 1

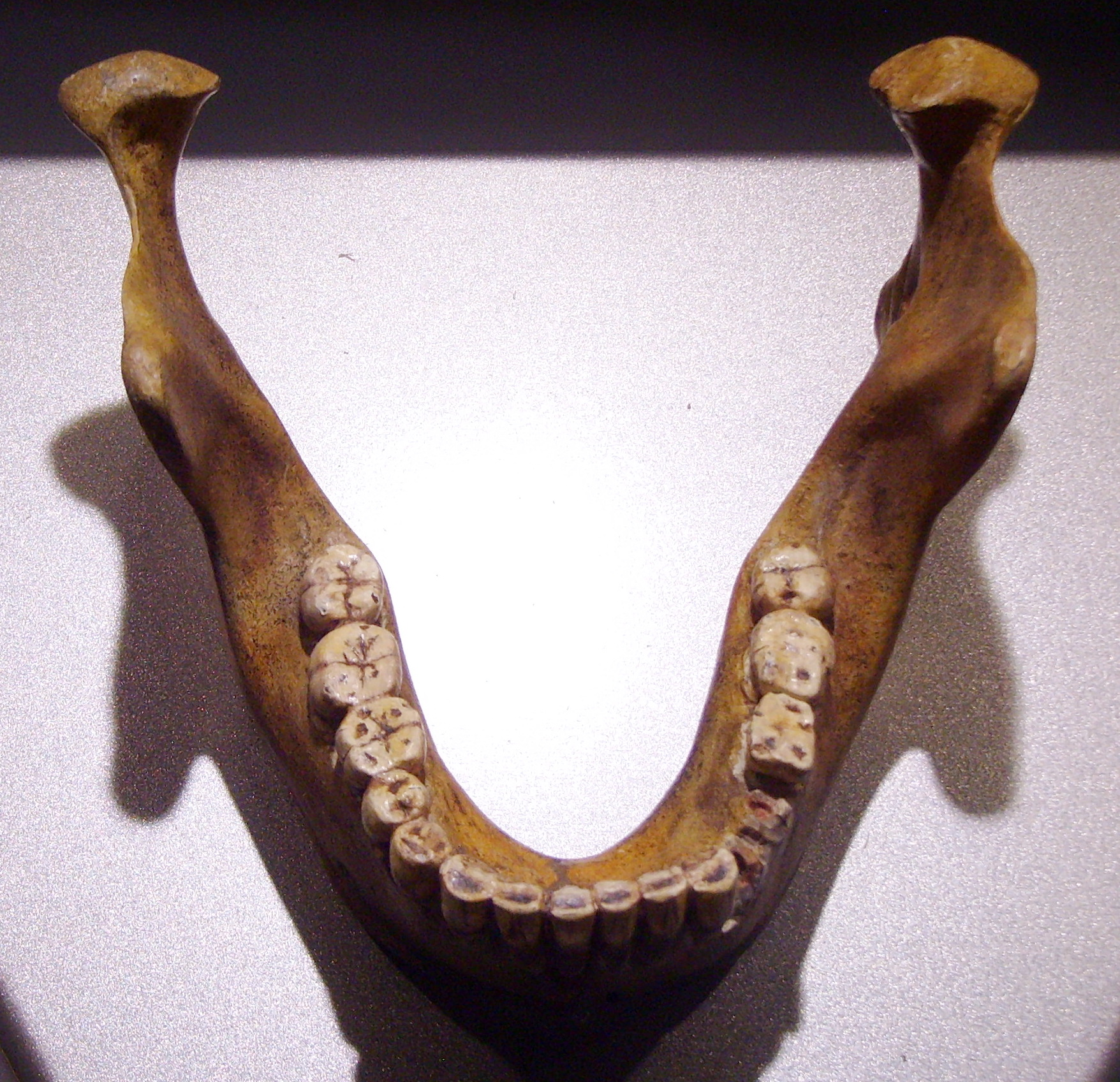
마우어 1

마우어 1은 독일에서 발견된 사람속의 아래턱뼈 화석이다. 독일의 고인류 화석 가운데 가장 이른 시기의 것으로 1907년 하이델베르크 남동쪽 10 Km에 위치한 마우어에서 발견되었다. 하이델베르크인의 표준 화석이다. 발견 당시 일부 학자들은 호모 에렉투스의 아종으로 분류하여 호모 에렉투스 하이델베르게니스라는 학명을 부여하였다. 오늘날에는 독립된 종으로 파악하는 것이 일반적이다. 화석 연대는 이전에는 50만년 - 60만년 전의 것으로 파악하였으나 2010년 측정에서 609,000 ± 40,000년으로 결정되었다.

## 발견
1907년 10월 21일, 마우어 카운티에 있는 개방경지 중의 하나인 그라펜라인의 모래 광산에서 일하던 다니엘 하트만은 작업 도중 지하 24.63 미터 지점에서 사람의 것으로 보이는 아래턱뼈를 발견하였다. 1887년 같은 모래 광산에서 팔라에올록소돈 속의 코끼리 두개골이 발견된 바 있었기 때문에 하이델베르크 대학교의 오토 쇠텐삭은 인부들에게 화석 발견의 가능성을 미리 알려주었고 다니엘 역시 작업에 주의를 기울여 화석을 발견할 수 있었다. 쇠텐삭은 혹시나 하는 기대감에 자주 광산에 들러 노동자들에게 사람뼈의 특징을 설명하기도 하였다.
화석은 발굴 될 당시 공중으로 날아가면서 두 쪽으로 부러졌다. 그 와중에 왼쪽 부분을 잃어버려 영영 찾지 못했고 오른쪽 만 남게 되었다. 모래 광산의 지질적 특성 때문에 칼슘의 탄산화가 진행되어 송곳니와 어금니 위 그리고 주위에 거친 모래가 달라붙어 있다. 달라붙은 모래의 주성분은 석회암으로 길이 6 cm, 넓이 4 cm 정도의 크기로 화석의 앞어금니 위와 뒷어금니의 왼쪽 측면을 덮고 있다.
쇠텐삭과 계약을 체결하고 있던 모래 광산 측은 화석을 발견하자 마자 연락을 취했다. 쇠텐탁은 이 화석을 인수 받아 다음해 가을 〈호모 하이델베르겐시스의 아래턱뼈〉라는 제목의 논문을 발표했다. 1907년 11월 19일 모래 광산의 대표 요세프 뢰쉬는 쇠텐탁과 협약을 맺고 화석을 하이델베르크 대학교에 무상으로 기증하였다. 마우어 1로 불리게 된 아래턱뼈는 오늘날까지 "하이델베르크 대학교의 자연사 소장품 가운데 가장 귀중한 대상"으로 대학의 지질-고생물학 연구소에 남아 있다.
1924년 마우어 모래 광산에서는 하이델베르그 인이 사용한 도구로 추정되는 유물이 발견되었다. 1933년에는 이마뼈 조각이 발견되기도 하였다.

## 화석에 대한 설명

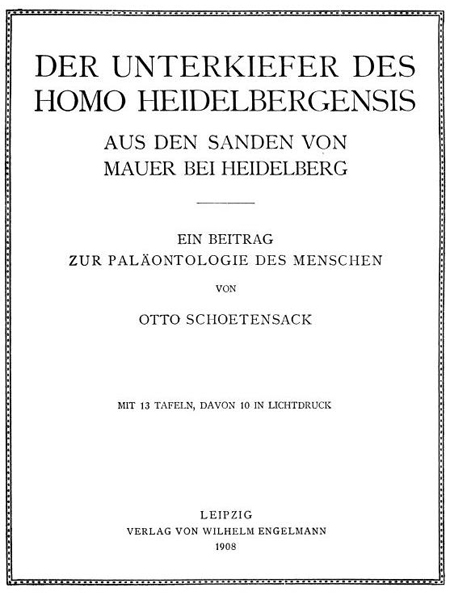
오토 쇠텐삭의 논문 표지

1908년 오토 쇠텐삭은 발견된 아래턱뼈 화석의 해부학적 분석을 바탕으로 화석 인류의 종을 분류하고 기재하였다. 쇠텐삭은 종을 분류한 논문의 서언에서 지도 교수 헤르만 클라치의 승인을 받았음을 밝히고 있다.
쇠텐삭은 첫 논문에서 화석의 치아가 턱뼈에 비해 너무 작아 불균형을 보인다면서 보다 효율적인 사용을 위해서는 이빨이 좀 더 커져야 할 것이라고 적었다. 그는 현생 인류와 대비되는 이와 같은 특징을 고려할 때 화석으로 발견된 아래턱뼈의 주인공은 진화 과정에 있었던 과거 인류라고 결론지었다.

## 연대 측정

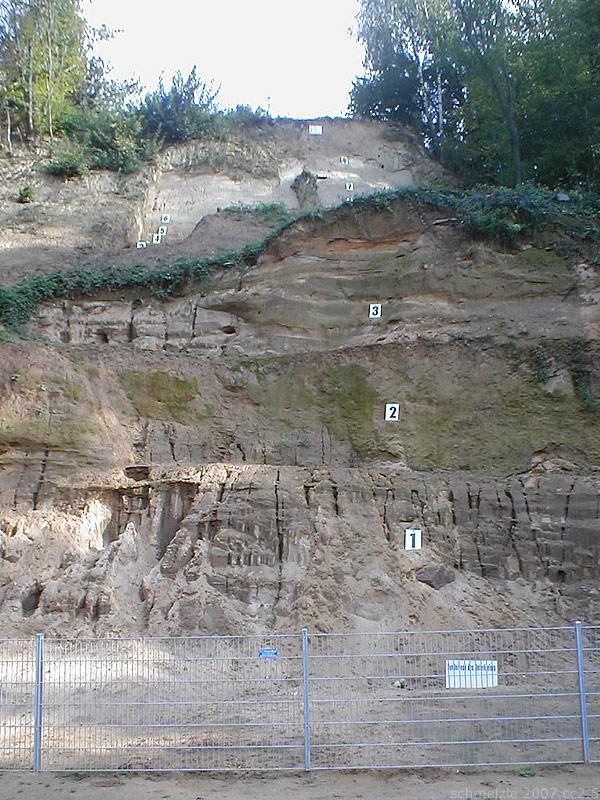
2007년 촬영한 광산 가장자리의 퇴적층

오토 쇠텐삭은 하이델베르크인 발견을 기념하기 위해 모래 광산의 같은 지층에 기념석을 세웠다. 그러나 모래광산은 1930년 고갈되었고, 이후 경작지로 쓰이다가 1982년 자연보호 구역으로 지정되었기 때문에 실제 발견 장소가 어디였는지는 알기 어렵다. 발견 지층을 특정할 수 없어서 지층을 대상으로 한 절대 연도 측정 역시 불가능하다. 대신 과학자들은 층서학에 바탕을 둔 연대 측정을 시도하였다.
쇠텐삭은 논문에서 화석이 발견된 층에 대해 단지 10 cm 두께의 "칼슘의 탄산화로 인해 약간 굳어진 자갈층이 무너져 드어난 곳으로, 염산과 약사게 반응하는 매우 얇은 점토층"이라고만 서술하였다. 광산이 계속하여 운영되었기 때문에 발견된 장소에는 지층의 위 아래로 모래와 다른 물질들이 계속하여 혼입되었지만, 광산의 퇴적층은 네카어강의 침식 작용으로 형성된 것이기 때문에 쇠텐삭은 지층에 포함된 포유류와 고동 화석을 참조하여  지질 시대를 플리오세라고 추정하였다. 현대적인 관점에서 이러한 연대 추정은 최대 수백만년에서 최소 78만년 전 사이를 오가는 불분명한 것이다.
2007년 마우어 1 발견 100 주년을 맞이하여 발간된 간행물에는 여전히 정확한 연대 측정을 할 만한 자료가 있지 않다는 불평이 담겨 있었다. 아래턱뼈에 들러붙어 있는 모래에 대한 연도 측정에서부터 모래광산의 각 지층에 대한 연도 측정에 이르기까지 다양한 시도가 있었지만, 발견 장소인 모래 광산 제4 퇴적층의 지질 연대가 47만4,천년에서 62만1천년 전 사이라는 점을 토대로  60만년 또는 50만년과 같은 엇갈리는 추정이 이어져 왔다.
2010년 11월 화석에 들러붙은 모래 알갱이에 적외선을 조사하는 기법으로 전자 스핀과 우라늄 - 납 비율을 정밀히 측정하였고, 이를 바탕으로 화석의 연대를 609,000 ± 40,000년 전으로 추정한 결과가 미국국립과학원회보에 발표되었다.

## 현생 인류와의 관계

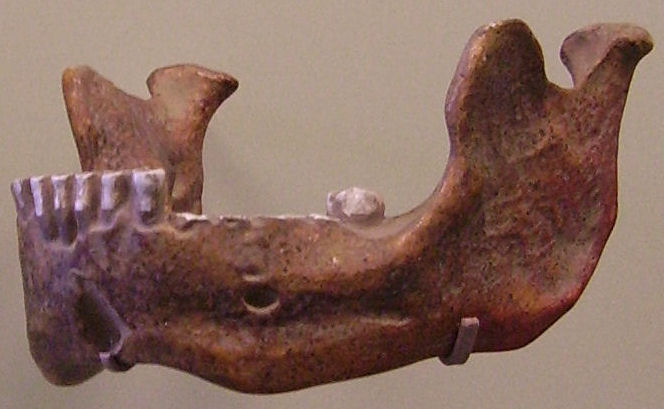
마우어 1의 측면 (복제품)

마우어 1 아래턱뼈 화석은 하이델베르크인의 표본 모형이다. "해부학적으로 보아 네안데르탈 인보다 분명히 더 원시적이지만, 조화롭게 둥근 치열궁과 완전히 열지어 있는 이빨은 ... 이미 일반적인 기준에서 인간이다." 고인류학자 가운데 일부는 하이델베르크인을 호모 에렉투스와는 다른 별도의 종으로 구분해야 한다고 여긴다. 진화의 순서를 보면 호모 에렉투스와 네안데르탈인과 현생 인류의 공동 조상 사이 어느 지점에서 분기되었을 것이다.
한편 다른 연구자들은 하이델베르크인이 보다 호모 에렉투스와 밀접한 연관을 맺고 있다고 생각한다. 그들의 입장에서 보면 하이델베르크인은 호모 에렉투스의 아종이다. 이 입장을 지지하는 학자들은 아예 마무어 1을 호모 에렉투스 후기 유럽형 개체로 분류한다.
분류에 대한 견해가 다르긴 하지만, 고인류학자 모두가 하이델베르크인이 인류의 직계 조상과는 관계가 없다는 데 동의한다. 이들이 살았던 시기에 유럽에는 현생 인류의 조상이 아직 당도하지 않았다. 현생 인류의 아프리카 기원설에서 호모 사피엔스의 유럽 진입은 약 4만년에서 3만년 전 사이에 일어났을 것으로 추정한다. 현생 인류는 하이델베르크인 뿐만아니라 네안데르탈인보다도 유럽 진입이 늦었다.

## 거주지

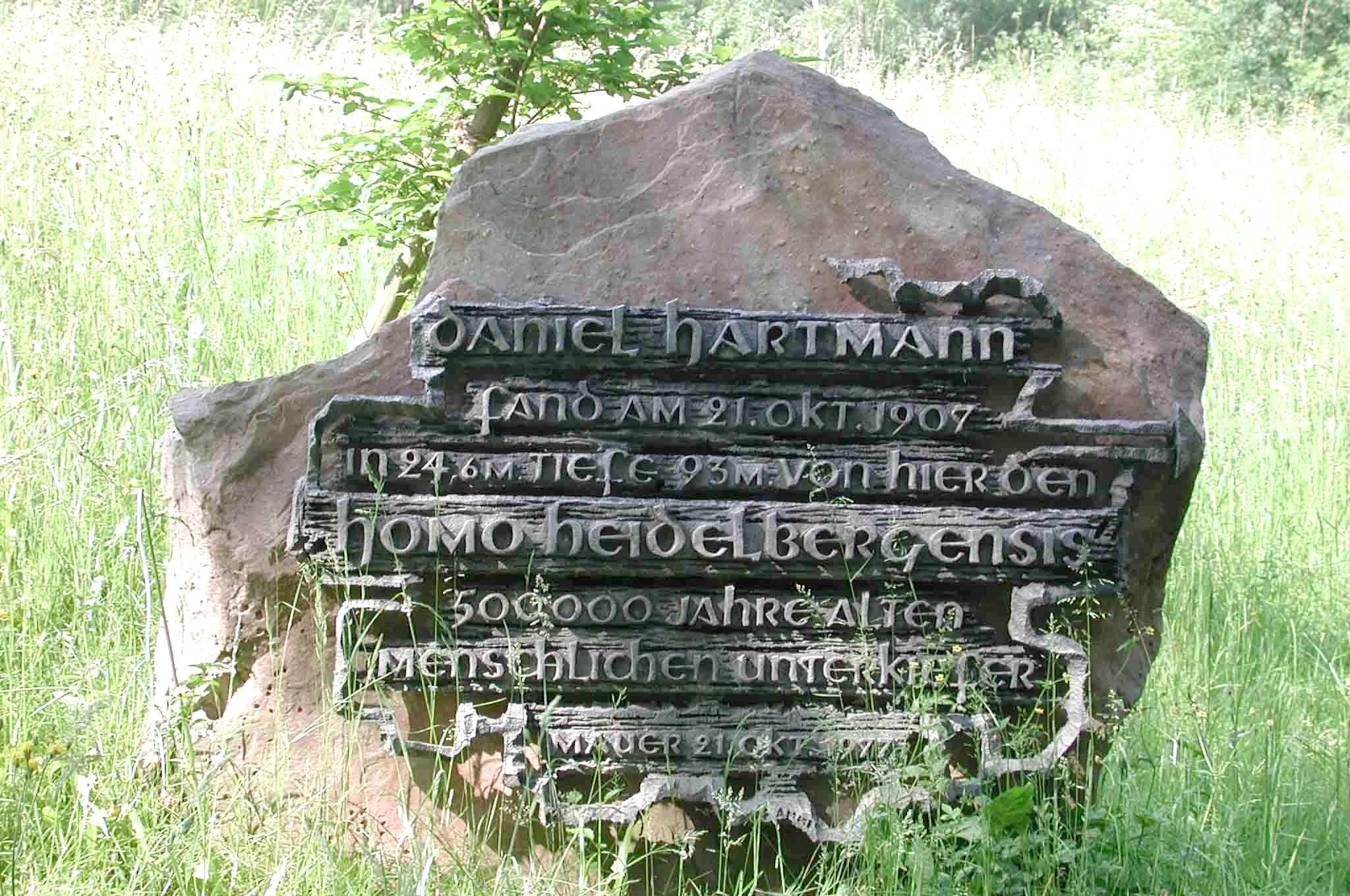
마우어 1 발견 70주년 기념비

마우어 1의 아래턱뼈에 대한 연대 측정에 어려움을 주었던 것과 똑같은 이유로 그들이 살았던 당시의 지층을 특정하는 것도 매우 어렵다. 1991년이 되어서야 그라펜라인의 퇴역한 모래 광산에서 두 세트의 코어 드릴링이 진행되었다. 이 때 수거된 코어는 1995년부터 또 다른 화석을 찾기 위한 조사가 진행되었다. 그 결과 발견된 생쥐의 치아는 연대 측정에 별다른 도움을 주지 못했는데, 생쥐의 경우 너무 오랫동안 별다른 변화 없이 살아온 종이기 때문이다. 다만 토양의 형성 시기인 크로머 간빙기에 대한 식생 조사는 하이델베르크인이 살았던 시기의 생활상을 추측할 수 있게 해준다. 마우어 1 화석의 주인공이 살았던 시기 해당 지역은 강이 흐르는 계곡을 따라 펼처진 충적 층을 중심으로 고지대까지 숲이 울창했을 것이다. 이 지역은  황토 퇴적물이 없다.
같은 간빙기에 속하는 다른 층에서 발견된 동물 화석들로 당시 생태계를 추측할 수 있다.  2007년 《디 차이트》는 이를 바탕으로 하이델베르크인이 살던 당시의 디오라마를 구성하였다.
"... 가문비나무, 자작나무, 참나무들 사이로 날다람쥐, 노루, 엘크, 멧돼지가 뛰어 다녔다.  두더지와 뒤쥐가 땅을 파고 다니고, 비버가그 옛날 네카어강의 물줄기에 댐을 만드는 동안 산토끼가 지나가고, 말들이 탁트인 들판을 달렸다. 당시 이 지역에 살았던  코끼리, 털코뿔소, 하마도 하이델베르크인에게 고기를 제공했을 수 있다. 그들이 이런 거대 동물을 사냥했는 지는 알 수 없지만 곰, 늑대, 표범, 검치호랑이, 하이에나 따위에게 쫓겨 다닌 것은 거의 확실하다."

## 쇠텐삭 논문에 첨부된 이미지

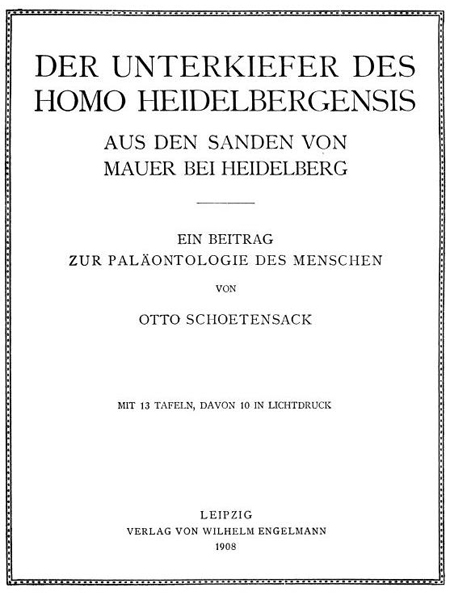
논문 표지
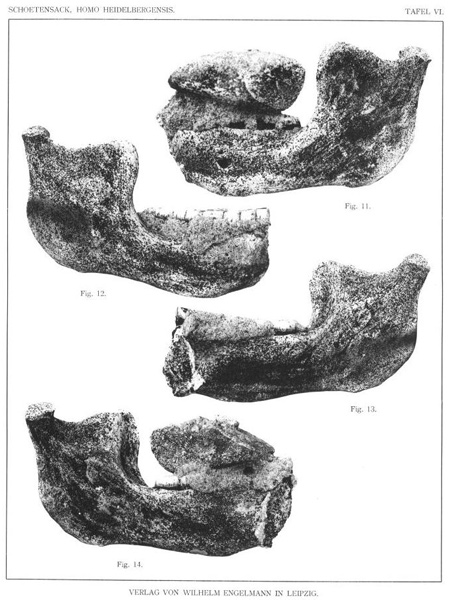
발굴 당시의 원래 상태 - 모래가 들러붙어 있다.
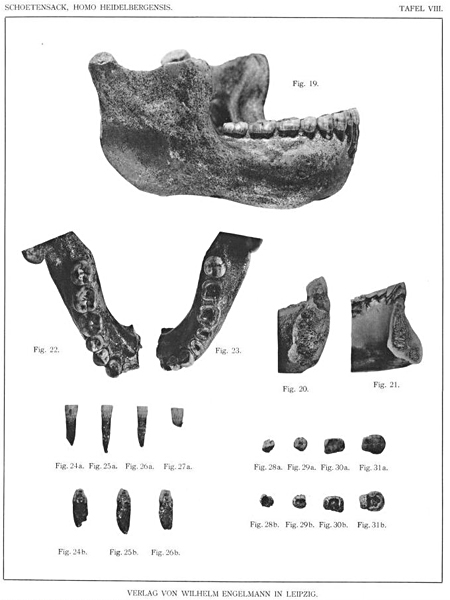
복원 후 상태
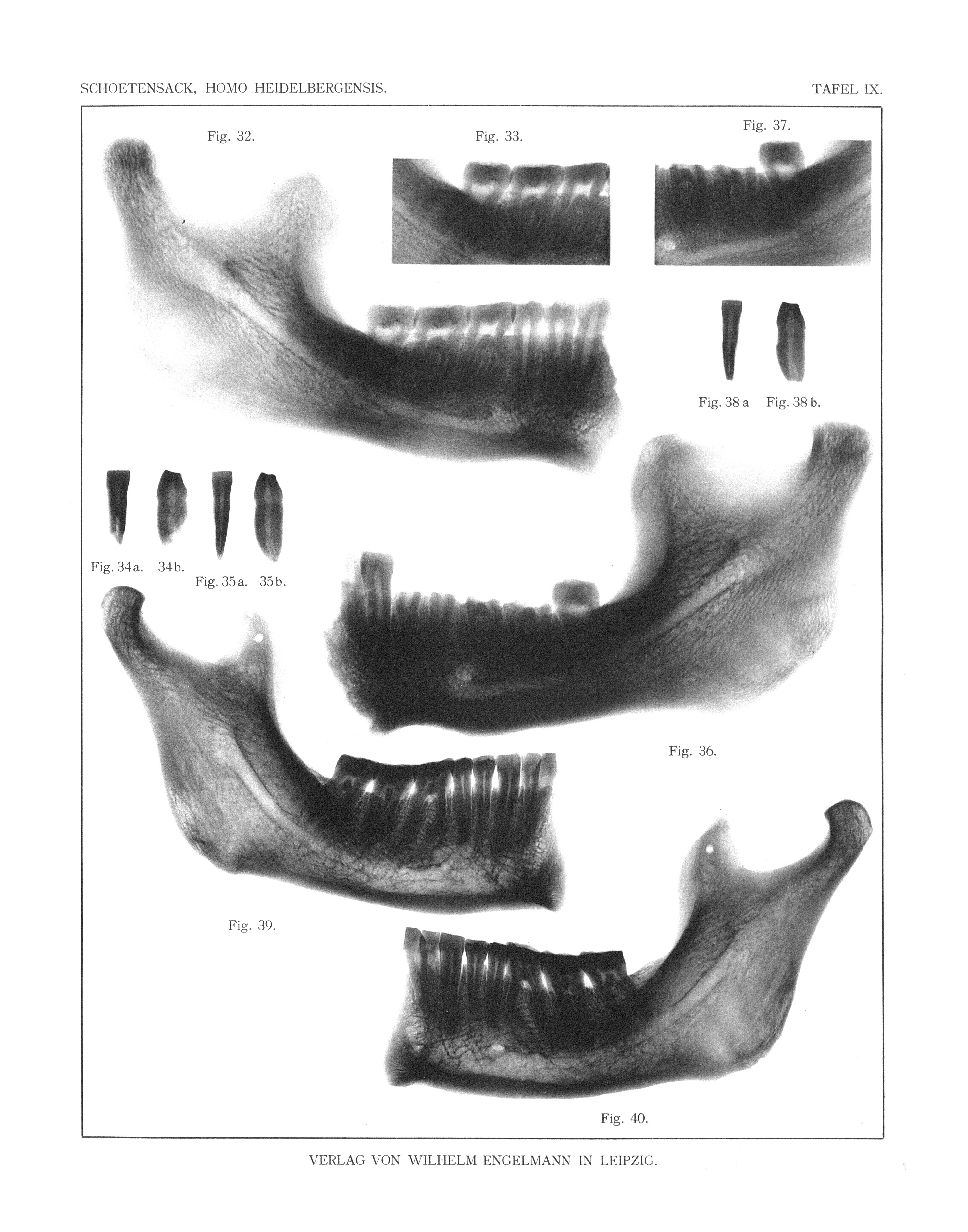
방사선 촬영 이미지
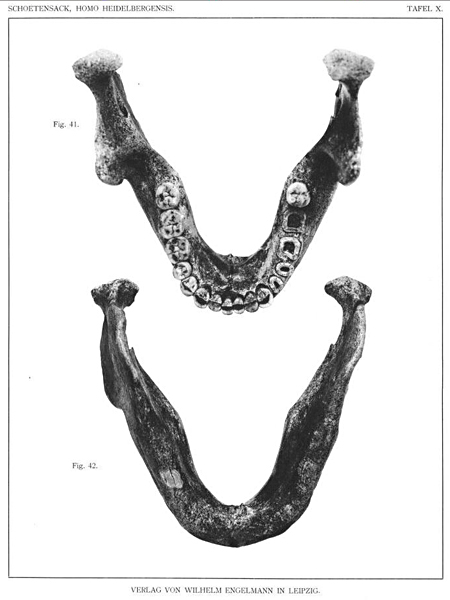
치열 교합

## 같이 보기
- 호모 에렉투스
- 하이델베르크인
- 네안데르탈인

## 참고 문헌
- Otto Schoetensack: Der Unterkiefer des Homo Heidelbergensis aus den Sanden von Mauer bei Heidelberg. Ein Beitrag zur Paläontologie des Menschen. Verlag von Wilhelm Engelmann, Leipzig 1908 (Complete text 보관됨 2012-12-11 - archive.today(독일어)).
- Alfried Wieczorek, Wilfried Rosendahl (Hrsg.): MenschenZeit. Geschichten vom Aufbruch der frühen Menschen. Philipp von Zabern, Mainz 2003, ISBN 3-8053-3132-0 (Katalog zur gleichnamigen Ausstellung der Reiss-Engelhorn-Museen in Mannheim).
- Günther A. Wagner, Hermann Rieder, Ludwig Zöller, Erich Mick (Hrsg.): Homo heidelbergensis. Schlüsselfund der Menschheitsgeschichte. Konrad Theiss Verlag, Stuttgart 2007, ISBN 978-3-8062-2113-8.
- Katerina Harvati: 100 years of Homo heidelbergensis – life and times of a controversial taxon. In: Mitteilungen der Gesellschaft für Urgeschichte 16, 2007, 85-94 PDF.